# Erica eugenia
Erica es un género monotípico de arañas saltadoras que contiene una sola especie, Erica eugenia. Fue descrita por primera vez por George y Elizabeth Peckham en 1892, y solo se encuentra en Brasil y Panamá.